# ヤマキセルガイモドキ
ヤマキセルガイモドキ（山煙管貝擬）、学名 Ena montana は、有肺目キセルガイモドキ科に分類される陸生巻貝の一種である。ヨーロッパに分布し、主に山岳地帯の森林に生息する。キセルガイモドキ科のタイプ属 Ena Turton, 1831のタイプ種。

## 形態

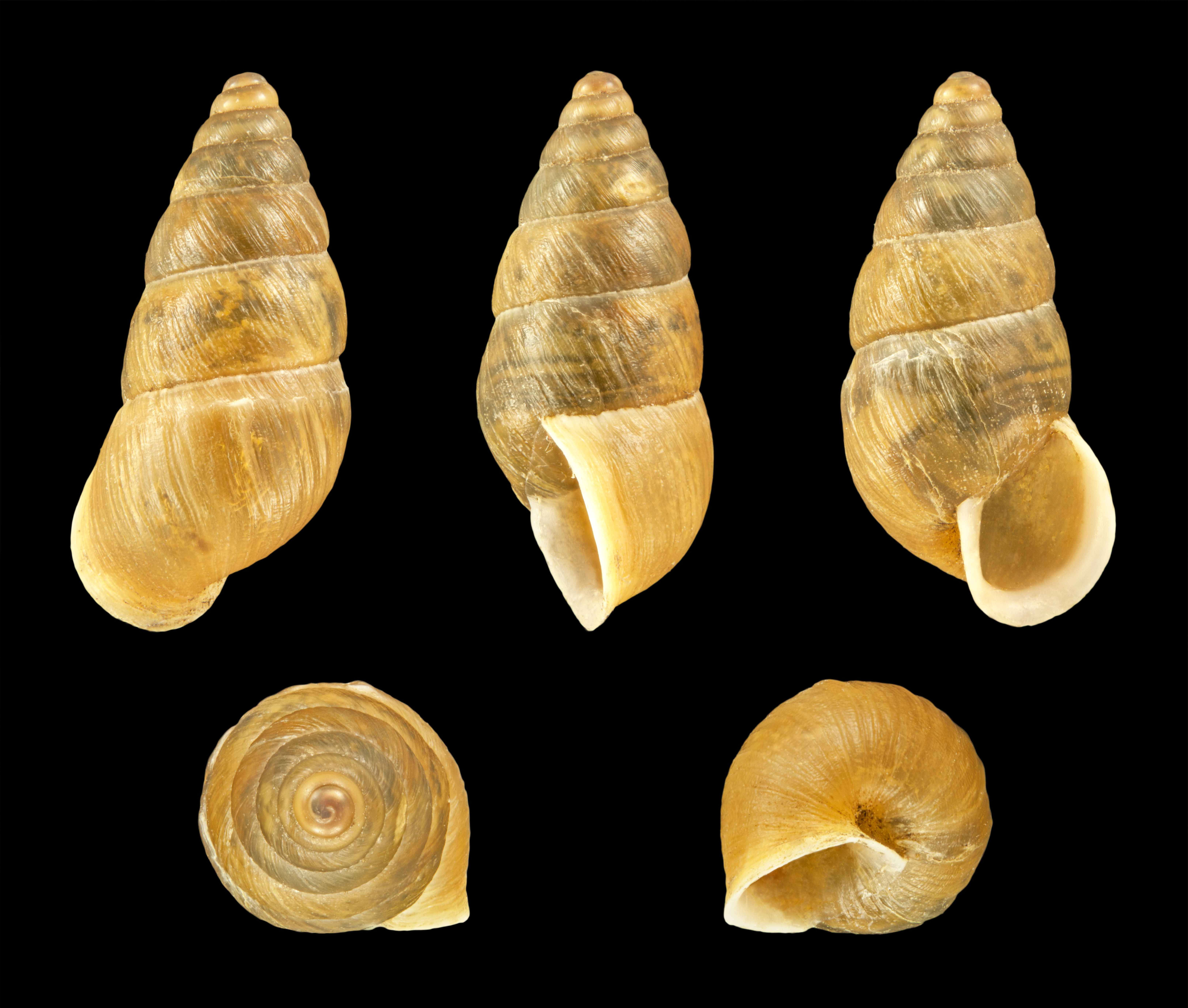

殻は右巻きの細長い弾丸型で、成貝では殻高14-17mmほどになる。螺層は7-8層を数え、各螺層はあまり膨らまない。殻色は淡褐色から黒褐色まで変異し、色の濃淡による不明瞭な縦縞が見られることもある。殻頂は淡色になるのが一般的。殻表は成長線と不規則な皺（しわ）状彫刻があり、光沢はほとんどない。殻口は幼貝のうちは単純だが、成貝では反り返って、淡いピンク-白色のリップを形成する。殻軟体は暗褐色から紫褐色で、触角と足裏などはやや淡色になる。

### 分類
本種はヤマキセルガイモドキ属 Ena Turton, 1831 のタイプ種で、Ena はキセルガイモドキ科 Enidae のタイプ属である。なお本種は1801年に Draparnaud によって Bulimus montanus として記載された。日本のキセルガイモドキ科の諸種も形がよく似ており、古くは同じ Ena に分類されていたが、生殖器の構造などに基づいて現在は別属に分類されている。

## 分布
ヨーロッパ中央部に広く分布しており、その範囲は南はイタリア、東はロシア中部からカルパティア山脈まで、西はフランス東部と西アルプスまで及ぶ。またフランス西部、ピレネー山脈、およびイングランド南部にはそれぞれ孤立した個体群が知られている。

## 生態
一般に標高の高い山地に生息し、2000mの高地にも見られるが、時に低地にみられることもある。古い森の朽木や落葉の下、石礫や岩の間などに見られ、雨の日にはしばしば樹幹や石の表面を這い登っているのが見られる。植物遺骸その他の分解の進んだ有機物などを餌としているらしい。他の有肺類と同様に雌雄同体。